# Теодемир (король остготов)
Теодемир (гот. 𐌸𐌹𐌿𐌳𐌰𐌼𐌴𐍂𐍃/Þiudamers, лат. Theodomirus, греч. Θεόδεμιρ) — король остготов, правил в 469—474 годах, из рода Амала. Сын Вандалара, брат Валамира и Видимира I.

## Биография

### Под верховной властью старшего брата Валамира
При жизни Валамира оба младшие братья его, Теодемир и Видимир I, не нося королевского сана, участвовали в управлении остготским народом и стояли во главе отдельных его племён. По разделу между братьями земель в Паннонии, Теодемир поселился с частью остготского народа у озера Пелсо (ныне Балатон). Владения братьев были так удалены одно от другого, что, когда сыновья Аттилы напали на короля Валамира, «беглого своего раба», Теодемир не мог ему оказать помощи (456 год). Утверждают, что в день, когда прибыло известие о поражении гуннов, любимая наложница Теодемира Эрелиева родила сына, знаменитого впоследствии Теодориха Великого. Последний в восьмилетнем возрасте был отправлен в Византию заложником. Брак родителей Теодориха никогда не был полноценным. Возможно, их разделяли религиозные противоречия, либо они имели разное этническое происхождение. Хотя один из источников называет мать Теодориха готкой, у Эрелиевы, возможно, даже не было германского имени (слово «Эрелеува» толкуется как «любимая-меч»). Поэтому не исключено, что у Теодориха мать была из римских провинциалов.
В 468 году, в то время как силы остготов были связаны на востоке в борьбе с сыном Аттилы Денгизиком, через готскую Савию на Далмацию двинулись северопаннонские свевы. Они смогли беспрепятственно пройти по территории Теодемира, угнать готский скот, и, нагруженные добычей, повернули обратно. Однако Теодемир встретил их у озера Пельсо и взял в плен вместе с их предводителем Хунимундом. Чтобы получить свободу, свевскому королю пришлось стать «сыном Теодемира по оружию». Нежеланная честь, которая должна была упрочить его зависимость от готов, не произвела на свевского короля должного впечатления, и он немедленно начал плести заговор против остготов. Прежде всего, он хотел разделить и ослабить готские силы. В 469 году в борьбе со скирами пал старший брат Теодемира Валамир. После его смерти Теодемир стал верховным королём остготов.

### Войны за территории в Паннонии
В 469 году против остготов образовалась римско-варварская коалиция. Свевский король Хунимунд соединил свои войска с воинами некоего Алариха, другого свевского короля или же короля эрулов, со скирами под началом Эдики, отца Одоакра, и Гунульфа, старшего брата последнего, а также с сарматскими (под сарматами здесь надо понимать языгов, занимавших земли между Дунаем и Тиссой) королями Бабаем и Бевкой, и — при поддержке гепидских и ругийских отрядов — двинулся на готскую Паннонию. Одновременно, восточно-римский император Лев I Макелла приказал развернуть в тылу готов, подвергшихся атаке варваров, регулярную армию. Сражение произошло на реке Болия (локализация вызывает затруднения, известно только, что это правый приток Дуная в Паннонии). Остготы победили. После этого приближающееся императорское войско повернуло обратно. Лев I уступил и отпустил юного Теодориха с богатыми дарами на родину, причём какая-либо ответная уступка остготов не упоминается.
Битва на реке Болии вызвала явные признаки раскола среди побеждённых. Сначала ушли сыновья разбитого скирского короля Эдики: старший, Хунульф, поступил на восточноримскую службу, младший, Одоакр, стал солдатом в Италии. За ним последовали многочисленные эрулы и руги, а также туркилинги; позже Одоакр считался их королём. Зимой 469/470 года Теодемир пошёл войной на свевов — ядро анти-готской коалиции. Однако Хунимунд и его свевы отступили и переселились выше по Дунаю на запад. Оставшиеся в западной и южной Паннонии свевы попали под власть остготов. Алеманны, пытавшиеся прийти на помощь разгромленным свевам, были отброшены в свои земли, к горам Альпам. Этот процесс беспокоил «кремсских ругиев» так как теперь остготы контролировали любые контакты с Италией. Их король Флакцитей стал проводить политику сближения с остготами и около 470 года женил своего сына Фелетея на остготке Гизо из рода Амалов.
Вернувшийся в 469/470 году из Византии Теодорих принял власть над частью королевства своего дяди Валамира и начал помогать отцу в его походах. Во главе 6000 воинов из подвластной ему третьей части племени Теодорих перешел Дунай и напал на короля сарматов на Тисе Бабая, который, пользуясь трудностями возникшими у готов в последнее время и при поддержке Константинополя, начал вторгаться на их владения. Теодорих разбил сарматов, убил Бабая, после чего захватил его резиденцию Сингидун (совр. Белград). Теодорих оставил Сингидун себе.

### Переселение в Македонию и Северную Грецию
Вскоре произошёл разрыв с Византией. Остготы были недовольны своими жилищами в Паннонии. При примитивном способе возделывания почвы земля не могла прокормить многочисленный народ. Императорское жалованье было скудно (300 фунтов золота), а походы на соседей доставляли все менее и менее добычи. «С великим криком» народ заставил короля Теодемира покинуть Паннонию и поискать лучших земель. Это могло произойти только за счёт обеих империй. Видимир I был отправлен на запад, для нападения на Италию, а сам король двинулся на Византию. Причина разделения народа заключалась в невозможности пропитать во время пути столь многочисленные массы. Западно-римский император отклонил грозивший ему удар и убедил Видимира поселиться в Галлии, где остготы слились с вестготами.
Теодемир же беспрепятственно дошёл до Наисса (совр. Ниш), где готы, вероятно, провели зиму 473/474 года Теодорих использовал вынужденную паузу для вооруженного разведывательного рейда, который через Косово привёл его в долину Вардара, а оттуда в окрестности Ларисы в Фессалии. При этом в его руки попали города Каструм Геркулис (совр. Курвинград), Ульпиана (совр. Липлян), Стобы (близ современного Градско) и Гераклея (совр. Битола). Явно довольный успехами сына, Теодемир в начале лета 473 года ударил по Фессалоникам. Этот крупный город он, правда, не смог взять, но зато был заключен очень выгодный для готов Теодемира договор. Их расселили в семи македонских городских округах: Эвропа, Кира, Пеллы, Вереи, Мефоны, Пидны и Диона.
Резиденцией Теодемир избрал Кир, здесь же он созвал собрание готов, чтобы провозгласить своего сына Теодориха наследником, и здесь же скончался в 474 году.

### Семья
- Эрелеува (Эрелиева) — любимая наложница. Позже она вместе с сыном отправилась в Италию и считалась там королевой. К тому времени она исповедовала ортодоксально-никейское христианство и получила при крещении имя Евсевия[10].
  - Теодорих Великий
  - Амалафрида
  - Тиудимунд